# Reflex de prensió

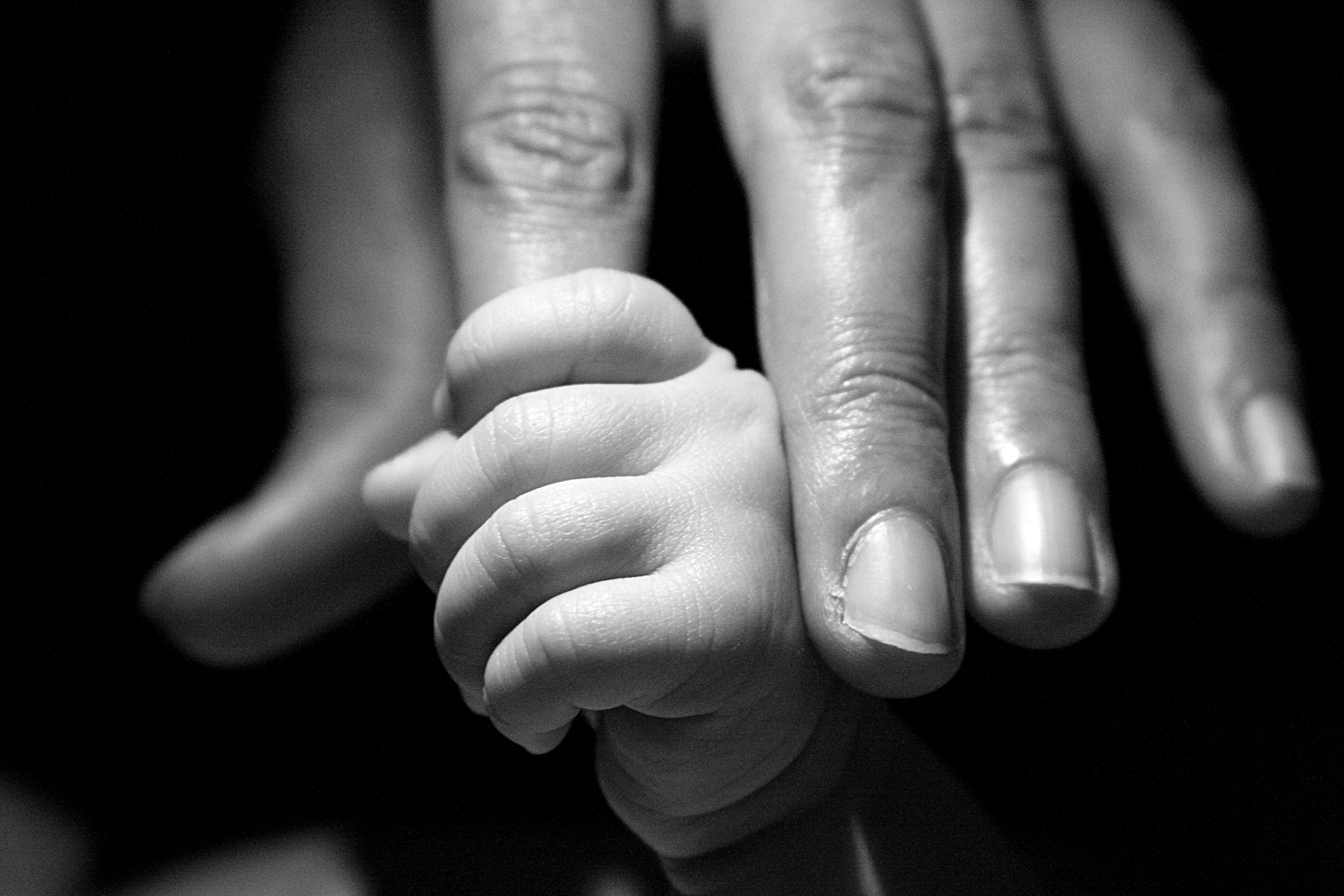
Nadó agafant el dit d'un adult

El reflex de prensió és un reflex arcaic i involuntari que es troba en nadons d'humans i en la majoria de primats. Quan un objecte, com un dit d'adult, es col·loca al palmell d'un nadó, els dits del nadó l'agafen de manera reflexiva. La col·locació de l'objecte provoca un reflex osteotendinós, resultant de l'estimulació dels tendons del palmell, que es transmet a través de la motoneurona del nervi sensorial mitjà i cubital. El moviment invers es pot induir acariciant el dors o el costat de la mà.
Un fetus presenta el reflex in utero a les 28 setmanes de la gestació (de vegades, ja a les 16 setmanes), i persisteix fins al desenvolupament d'una habilitat motora fina rudimentària entre els dos i els sis mesos d'edat.